# Елизабет (Насау)
Вижте пояснителната страница за други личности с името Елизабет фон Насау.
Елизабет фон Насау (на немски: Elisabeth von Nassau; * ок. 1222/1225, Насау; † сл. 6 януари 1295) е графиня от Насау и чрез женитба господарка на Епщайн в Браубах.

## Произход
Тя е дъщеря на граф Хайнрих II „Богатия“ фон Насау († 1251) и съпругата му графиня Матилде фон Гелдерн-Цутфен († сл. 1247), дъщеря на граф Ото I от Гелдерн и Цутфен и на Рихардис Баварска. Сестра е на Валрам II († 1276), Ото I († 1289/1290) и Йохан I († 1309), епископ в Утрехт (1267 – 1290).

## Фамилия
Елизабет се омъжва за Герхард III фон Епщайн († пр. 1252), син на Герхард II фон Епщайн († сл. 28 ноември 1240, пр. 23 май 1246. От 1219 г. той се нарича Герхард фон Браубах. Те имат децата:
- Герхард IV („Млади“) († сл. 1265; пр. 5 януари 1269)
- Елизабет († 1271), омъжена за Еберхард I фон Катценелнбоген († 23 август 1311)
- Мехтилд (ис) (* ок. 1270; † 1303), омъжена за Попо (Бопо) IV фон Вертхайм († пр. 1283)
- дъщеря, омъжена за Ото фон Бикенбах (* пр. 1245; † сл. 1307)